# Частина 1: Мандалорець

## Про епізод
Частина 1: Мандалорець — прем'єрний епізод американського телевізійного серіалу «Мандалорець». Написана шоуранером серії Джоном Фавро, режисер Дейв Філон, випущений на «Disney+» 12 листопада 2019 року. Головну роль грає Педро Паскаль — Мандалорець, самотній мисливець за головами, який вирушає на завдання загадкового Клієнта. Епізод виграв дві премії «Еммі» Прайм-тайм.

## Зміст
Через 5 років після падіння Галактичної імперії найманець-мандалорець виловлює на задвірках Галактики злочинців і втікачів та змушений встрявати у бійки. Мандалорець відводить здобич — істоту міфріла — до свого корабля доімперської побудови класу «Гострий Гребінь». Їх намагається знишити крижаний монстр; Мандалорець розправляється з ним пострілом із свого двозубця. Міфріл ніби намагається здійснити якісь фізіологічні потреби та нишпорить кораблем. Він знаходить заморожені тіла зловлених Мандалорцем жертв. Мандалорець заморожує і міфріла.
Під час зустрічі з лідером Гільдії мисливців на голови Гріфом Каргою Мандалорець хоче більшу нагороду за наступну здобич. Карга відправляє його до Клієнта — той знаходиться в бункері у оточенні імперських штурмовиків. Клієнт дає Мандалорцю завдання — знайти «вантаж», його потрібно доставити живим або надати докази «закриття справи» (тоді нагорода буде менша). Колега Клієнта доктор Першинг наполягає, що здобич потрібно привезти живою. Єдина доступна інформація — це вік (50 років) і останнє відоме місце розташування. Як аванс Клієнт надає Мандалорцю злиток бескару (мандалорської сталі).
Найманець знаходить мандалорський прихисток і бескар віддає Зброярці для виготовлення наплічника (Зброярка повідомляє — сталь забрали під час Великого винищення). Мисливець згадує як втратив своїх батьків і вирішує віддати сталь підки́дькам.
Мандалорець прибуває на пустельну планету Арва-7. На нього нападає «дівчинка»-блорг — величезна тварина; тим часом на подібній приїздить фермер-вологозбирач Квіл — він готовий показати дорогу до цілі, сподіваючись, що успішне завершення місії Мандалорця поверне мир на планету. Мандалорець вчиться їздити на блоргові. Зрештою Мандалорець дає раду міфозавру. Квіл доводить Мандалорця до цілі і відмовляється від винагороди.
Діставшись на блоргові до форту, Мандалорець має сутичку з дроїдом-вбивцею IG-11, якому доручено знайти ту ж ціль. Мандалорець і дроїд домовляються діяти спільно. Мисливці оточені; дроїд намагається самознищитися. Мандалорець просить його не знищуватися та прикрити. Мандалорець під прикриттям дроїда знищує імперську гармату. Під час перестрілки їм вдається знищити усіх солдатів противника. Вони виявляють, що їх здобич — зелена вухата істота (тієї ж раси, що і магістр ордена джедаїв Йода). IG-11 хоче ліквідувати його, однак Мандалорець стріляє в дроїда з бластера, захищаючи Малюка.
Я сказав

## Створення
12 листопада 2019 року на «Disney+» стартував новий серіал «Зоряні війни» в прямому ефірі. У серіалі знявся Педро Паскаль як мандалорець. Виробництво 1-го сезону коштувало більше 100 мільйонів доларів, в середньому 15 мільйонів за серію. «Частину 1» режисував Дейв Філоні, відомий роботою над серіалом «Зоряні війни: Війни клонів», сценарій написав Джон Фавро.

## Сприйняття
«Частина 1» отримала рейтинг 89 % на «Rotten Tomatoes» з 46 відгуками, 66 % на «Metacritic» серед 18 відгуків та 8,8 на IMDb на основі понад 2000 відгуків. Лорейн Алі з «Лос-Анджелес Таймс» описала перший епізод як «надійний і розважальний блокбастер». Брайан Таллеріко з «RogerEbert.com» заявив, що в прем'єр був «персонаж в центрі подій, який знає роботу. Він заворожує глядача і тримає в напрузі (оскільки кількість щомісячної пффдписки зростає). Мандалорець відчуває себе здатним робити саме це». Кіт Фіппс із «Vulture» заявив, що «Мандалорець піднімається, […] заглиблюючись у похмурий погляд на сцену кантини з Епізоду IV та „Бунтаря Один“». Мелані Макфарланд із «Salon.com» зазначила: "Сила зміцнюється з дебютом «Мандалорця».
Емілі Вандерверф з «Vox» надала прихильніший огляд, заявивши: «Мандалорець поєднує в собі „Зоряні війни“, „спагеті-вестерн“ та престижний телесеріал. Гаразд. Але чи не повинен „Дісней +“ бажати більше, ніж корисного?» Вона також описала перші п'ять хвилин як «розтягнуті».

## Знімались
- Педро Паскаль — Мандалорець
- Карл Везерс — Гріф Карга
- Вернер Герцог — Клієнт
- Омід Абтахі — доктор Першинг
- Нік Нолті — Квіл
- Тайка Вайтіті — голос IG-11